# Ảnh Fresnel

Nguyên lý và ba vị trí ghi ảnh của kỹ thuật chụp ảnh Fresnel: (1) vị trí lấy nét (in focus), (2) hội tụ trên khẩu độ (over focus) và (3) hội tụ bên dưới khẩu độ (under focus).

Ảnh Fresnel là một chế độ ghi ảnh cấu trúc từ của các vật liệu từ được thực hiện trong kính hiển vi điện tử truyền qua Lorentz bằng cách hủy sự hội tụ của chùm tia điện tử trên mặt phẳng tiêu của thấu kính ghi ảnh, để thu lại sự tương phản từ các vách đômen từ.

## Nguyên lý và đặc điểm của ảnh Fresnel

### Nguyên lý
Ảnh Fresnel ghi lại sự tương phản về từ tính tạo ra do sự lệch của chùm điện tử do tương tác với điện - từ trường trong mẫu khi truyền qua. Góc lệch này rất nhỏ và cho bởi công thức :
{\displaystyle \beta ={\frac {e.B_{0}\lambda .t}{h}}}
với {\displaystyle e} là điện tích của điện tử, {\displaystyle B_{0}} là cảm ứng từ trong mẫu, {\displaystyle \lambda } là bước sóng của sóng điện tử, {\displaystyle t} là chiều dày của mẫu, {\displaystyle h} là hằng số Planck.
Ở chế độ Fresnel, người ta không dùng vật kính đặt ngay sát dưới mẫu để tạo ảnh mà dùng một thấu kính (hệ hai thấu kính đối xứng qua mẫu) đặt cách xa mẫu để có thể ghi nhận góc lệch rất nhỏ gọi là thấu kính Lorentz để tạo ảnh và điện tử chiếu tới vật là chùm điện tử song song. Khi đó, nếu chùm điện tử truyền qua vật và thấu kính hội tụ ngay trên mặt phẳng tiêu của thấu kính tạo ảnh, nằm trên mặt phẳng của khẩu độ vật kính thì ảnh rơi vào trạng thái in focus và không có tương phản về từ tính. Để có sự tương phản, thấu kính sẽ được hủy sự hội tụ này, khi đó mặt phẳng tiêu (vị trí hội tụ của chùm điện tử) sẽ lệch ra khỏi mặt phẳng khẩu độ vật kính một khoảng và lúc đó sẽ quan sát được tương phản từ các vách đômen: vách màu trắng là do sự tạo ảnh của hai chùm điện tử hội tụ, còn màu đen là do hai chùm phân kỳ. Độ tương phản càng tăng khi càng tăng khoảng cách giữa mặt phẳng tiêu của thấu kính tạo ảnh và khẩu độ vật kính. Vì thế, ảnh Fresnel còn được gọi là ảnh defocused.

### Đặc điểm của ảnh Fresnel

Ảnh Fresnel mẫu màng Ni8020 chụp trên kính hiển vi Phillips CM20. Các mũi tên màu xanh chỉ chiều của từ độ, vách đômen đặc trưng bởi đường đen và trắng trên nền gợn sóng.

Ảnh Fresnel cho tương phản của các vách đômen từ tính của các màng mỏng sắt từ trên một nền đồng nhất của đômen từ. Khi hai chùm điện tử (từ hai đômen từ) sau khi qua mặt phẳng tiêu hội tụ nhau trên mặt phẳng ảnh, sẽ cho hình ảnh một vách đômen màu trắng, còn khi chúng phân kỳ sẽ cho một vách đômen màu đen. Vùng còn lại về mặt lý tưởng sẽ là đồng nhất (màu xám nhạt). Nếu là màng mỏng liên tục thì sẽ cho tương phản về các gợn sóng do sự thăng giáng của dị hướng từ tinh thể bề mặt. Và các gợn sóng này sẽ vuông góc với chiều của cảm ứng từ trong đômen tại vị trí đó . Phân tích tính chất các gợn sóng có thể cho nhiều thông tin hữu ích về tính chất vi từ của màng mỏng (trường đảo từ, trường dị hướng...),.
Một đặc điểm quan trọng của ảnh Fresnel là rất nhạy với sự thay đổi về tính chất từ trong màng nên nó cho phép ghi lại hầu như tức thời (thời gian hồi đáp cỡ ns) trong thời gian thực về quá trình thay đổi cấu trúc từ của màng mỏng. Đây là một đặc điểm để tiến hành các phân tích động về tính chất vi từ.

## Ưu điểm và hạn chế

### Ưu điểm của kỹ thuật ảnh Fresnel
- Fresnel là kỹ thuật chụp ảnh từ đơn giản, có thể tạo được trong hầu hết các kính hiển vi điện tử truyền qua, dễ dàng tạo ra ảnh cấu trúc từ với độ phân giải rất cao (có thể đạt tới 20 nm), đồng thời chất lượng ảnh rất cao.
- Fresnel cho phép chụp ảnh với tốc độ rất cao (thời gian hồi đáp ngắn) nhạy với sự thay đổi về tính chất, do đó Fresnel là kỹ thuật chụp ảnh tốt cho việc nghiên cứu các tính chất trong thời gian thực.

### Hạn chế của ảnh Fresnel
- Vách đômen thường bị nhòe bởi các vân Fresnel khi bị hủy hội tụ quá lớn đồng thời không cho thông tin trực tiếp về sự phân bố cảm ứng từ trong các đômen.
- Không thể phân biệt tính chất riêng biệt của từng lớp trong các màng đa lớp.
- Không cho thông tin về thành phần từ độ song song với chùm tia, mẫu đòi hỏi phải đủ mỏng.
- Tương phản từ ở ảnh Fresnel tạo ra ở nhờ việc hủy lấy nét thấu kính tạo ảnh, do đó khi tương phản càng lớn, thì độ phân giải lại càng giảm.

## Lịch sử và phát triển
Kỹ thuật ảnh Fresnel lần đầu tiên được sử dụng để chụp ảnh cấu trúc từ vào năm 1959 bởi nhóm nghiên cứu của M. E. Hale, H. W. Fuller, và H. Rubinstein (Computer Products Division, Laboratory for Electronics, Inc., Boston, Massachusetts, Hoa Kỳ) . Sau thời điểm này, kỹ thuật Fresnel đã phát triển nhanh chóng và đang là một trong những kỹ thuật phổ biến nhất trong lĩnh vực chụp ảnh cấu trúc từ với ưu điểm đơn giản, nhanh và ảnh chất lượng cao và đến thời điểm hiện tại người ta vẫn liên tục cải tiến  để thu được ảnh Fresnel có chất lượng cao hơn, cũng như tăng độ phân giải, áp dụng thêm nhiều phép phân tích (ví dụ như phục hồi sóng ...) để thu lại nhiều thông tin hữu ích từ ảnh Fresnel.